# WikiReader

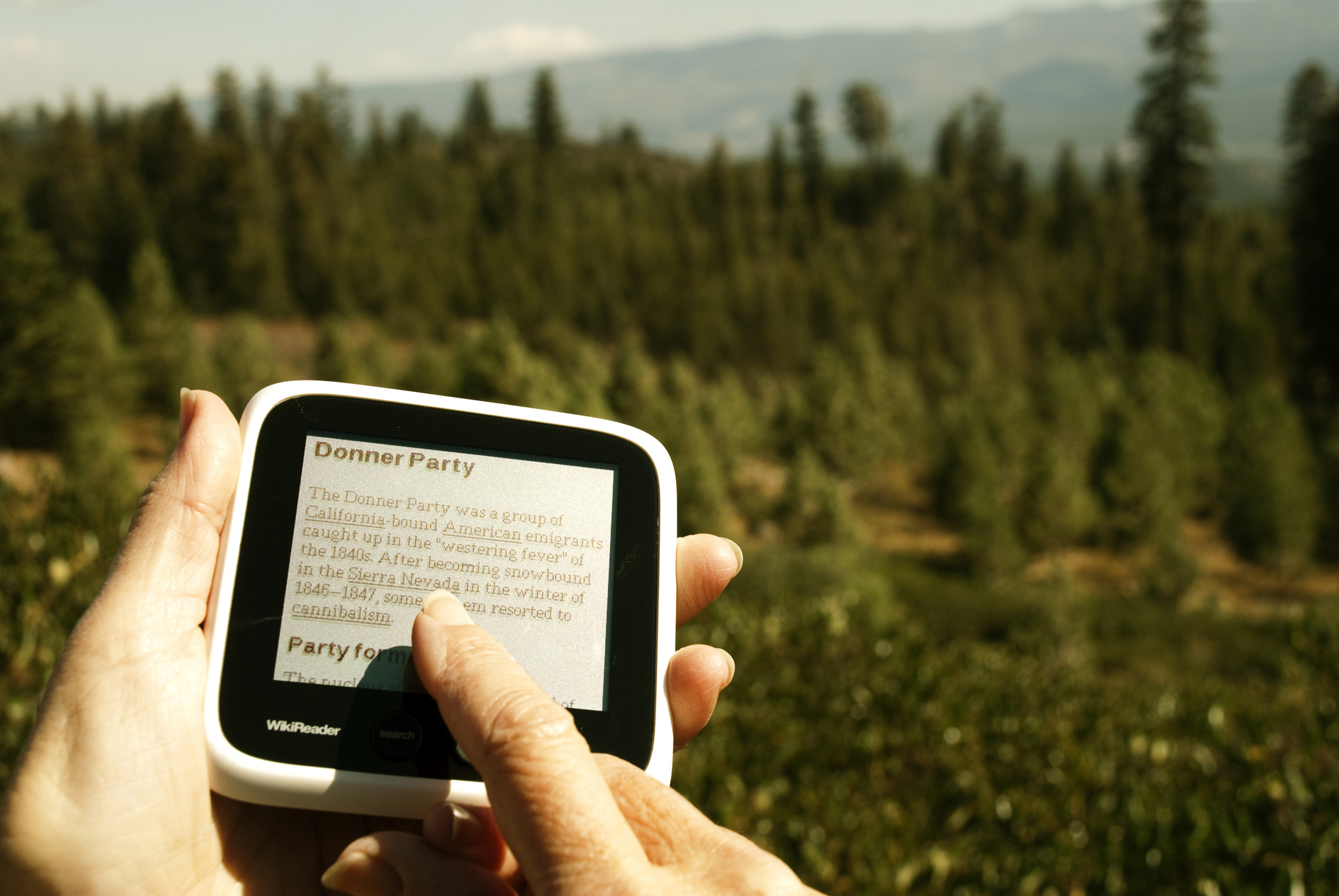
WikiReader utilizzato in un bosco

WikiReader è un progetto nato per proporre un dispositivo mobile (ebook reader) che permetta la consultazione di una versione offline  in modalità solamente testuale di speciali ebook, in special modo enciclopedie. Nella prima versione del prodotto è implementato un lettore delle voci di Wikipedia. Il progetto è patrocinato da Openmoko Inc., ed è stato pubblicato il relativo codice sorgente.
Il progetto ha avuto un inizio di realizzazione con la disponibilità di un lettore portatile offline (per ora solo per Wikipedia in inglese) nell'ottobre 2009. Gli aggiornamenti potranno essere ricevuti per posta, su scheda microSD, a un costo annuo forfettario e saranno inoltre liberamente scaricabili sul sito web del WikiReader (per chi dispone di una connessione a banda larga).
Il modello di Openmoko è dotato di uno schermo tattile monocromo, con il quale si utilizza una tastiera virtuale per digitare le ricerche. Lo schermo non è retroilluminato, per ridurre i consumi, in modo che due batterie AAA possano alimentare il dispositivo per mesi. Lo schermo è in vetro temperato resistente ai graffi e uno chassis in plastica resistente. È stato disegnato da Thomas Meyerhoffer (ex dipendente di Apple).
Diversamente dall'edizione online di Wikipedia, il dispositivo prevede il filtro famiglia (parental control) per la protezione dei contenuti destinati ai bambini, in quanto il prodotto è stato specialmente indirizzato al mondo giovanile e scolastico, in particolar modo per i paesi in via di sviluppo, ma né OpenMoko, né Amazon, incaricata della commercializzazione, sono riusciti a trovare un valido modo di rendere il prezzo del prodotto compatibile con il livello economico di molti mercati di destinazione.